# Jon Huertas
Jon Huertas (* 23. října 1969, New York, New York, USA) je herec původem z Portorika. Je nejlépe znám pro svou roli Antonia 'Poke' Espera v seriálu Generation Kill, Joeho Negroni ve filmu Proč se blázni zamilují? a detektiva vražd Javiera Esposita v seriálu Castle na zabití.

## Kariéra
Svou hereckou kariéru započal v roce 1993 v televizním filmu At Home with the Webbers.
V roce 1998 Huertas ztvárnil Joe Negroni v romantickém drama Proč se blázni zamilují? spolu s hvězdami jako je Halle Berryová, Paul Mazursky a Ben Vereen. V roce 1999 se objevil ve dvou dalších filmech: v hororu Cold Hearts a v akčním filmu Neviditelná smrt. V roce 2000 se objevil ve spoustě filmů, ale svou největší roli dostal roku 2008, roli Espera v televizní minisérii Generation Kill na stanici HBO o invazi do Iráku roku 2003.
V letech 1998 a 1999 hrál Huertas roli Antonia v televizní sérii Moesha. Od roku 1999 do roku 2000 hrál Brada, lovce čarodějek v seriálu Sabrina – mladá čarodějnice. Rokem 2009 začala jeho účast na seriálu Castle na zabití na ABC jako detektiv Esposito. V roce 2012 obdržel Huertas spolu se svou kolegyní Stanou Katic cenu v PRIMS Award.
Jon byl zvolen, aby sloužil v jednoročním období počínaje zářím 25. 2010 jako náhradník the National Board of Directors a jako člen the Hollywood Division Board of Directors of the Screen Actors Guild  V červnu roku 2011 vydal své debutové hudební video k písničce „Sex Is the Word“.
V roce 2016 začal hrát vedlejší roli Miguela v úspěšném americkém seriálu stanice NBC Tohle jsme my.

## Osobní život
Dne 4. května 2014 se oženil se svojí dlouholetou přítelkyní Nicole Bordges v Talumu v Mexiku.

## Filmografie

### Film
| Rok  | Název                                        | Role                    | Poznámky            |
| ---- | -------------------------------------------- | ----------------------- | ------------------- |
| 1996 | Boeing 747 v ohrožení                        | Sammy, terorista        |                     |
| 1996 | South Bureau Homicide                        | policista               |                     |
| 1998 | Proč se blázni zamilují?                     | Joe Negroni             |                     |
| 1999 | Cold Hearts                                  | Darius                  |                     |
| 1999 | Neviditelná smrt                             | Bradley Elias           |                     |
| 2000 | Buddy Boy                                    | Omar                    |                     |
| 2000 | Dvojník                                      | záchraňář               |                     |
| 2000 | Řezník, kněz a prostitutka                   | Paulo                   |                     |
| 2000 | A Family in Crisis: The Elian Gonzales Story | Rafael                  |                     |
| 2001 | Green Diggity Dog                            | Tim Porter              |                     |
| 2002 | Brouk                                        | Mitchell                |                     |
| 2002 | Hranice šílenství                            | Ciro Ruiz               |                     |
| 2003 | El Gusano                                    | Dan                     | krátkometáržní film |
| 2005 | Induction                                    | Rico Rodriguez          | krátkometáržní film |
| 2006 | The Yardsale                                 | Chuy                    |                     |
| 2006 | Mraky nad L.A.                               | Rick                    |                     |
| 2006 | Pikantní salsa                               | Alex                    |                     |
| 2007 | The Insatiable                               | Javier                  |                     |
| 2007 | Making it Legal                              | Mike Carlton            |                     |
| 2007 | Věřící                                       | Victor                  |                     |
| 2008 | Hrozba v poušti                              | seržant Vincent Degetau |                     |
| 2010 | Čivava z Beverly Hills 2                     | Alberto                 |                     |
| 2011 | Lone                                         | Jimmy                   | krátkometáržní film |
| 2012 | Dokonalá skrýš                               | Ray Jaffe               |                     |
| 2013 | Miss Dial                                    | Alex                    |                     |
| 2014 | The Box                                      | Coffey                  | krátkometáržní film |
| 2014 | Sequestered                                  | Cheney                  | krátkometáržní film |
| 2015 | Career Girl                                  | Oliver                  | krátkometáržní film |
| 2015 | Reparation                                   | Jerome Keller           |                     |
| 2016 | Sam, Again                                   | Bracero                 | krátkometáržní film |
| 2017 | Lady Bouncer                                 | Ray                     | krátkometáržní film |
| 2017 | Altered Perception                           | Andrew                  |                     |
| 2019 | Imprisoned                                   | Diaz                    |                     |
| 2020 | Initation                                    | strážník Rico Martinez  |                     |

### Televize
| Rok       | Název                             | Role                          | Poznámky                                        |
| --------- | --------------------------------- | ----------------------------- | ----------------------------------------------- |
| 1993      | The Webbers                       | Pimp                          | TV film (neuveden v titulkách)                  |
| 1995      | Beverly Hills 90210               | Peter Manguson                | díl: „Must Be a Guy Thing"“                     |
| 1997      | JAG                               | Cayuga Helmsman/Ramirez       | díl: „Kovbojové a kozáci“                       |
| 1998      | Detektiv Nash Bridges             | Hustler                       | díl: „Impostors“                                |
| 1998–1999 | Moesha                            | Antonio                       | 8 dílů                                          |
| 1999      | St. Michael's Crossing            | neznámá                       |                                                 |
| 1999      | Undressed                         | Evan                          | 6 dílů                                          |
| 1999      | Time of Your Life                 | neznámá                       | díl: „The Time They Threw That Party"“          |
| 1999–2000 | Sabrina – mladá čarodějnice       | Brad Alcerro                  | 11 dílů                                         |
| 2000      | Dotek anděla                      | Warren                        | díl: „The Perfect Game"“                        |
| 2001      | Resurrection Blvd.                | neznámá                       | díl: „Secretos, Mentiras, y Expectativas“       |
| 2002      | Policie – New York                | Juan                          | díl: „Poručíkův návrat“                         |
| 2002      | Hranice šílenství                 | Ciro Ruiz                     | TV film                                         |
| 2002–03   | Policejní odznak                  | Unknown                       | díly: „Two Days of Blood“ a „Homewrecker"“      |
| 2004      | Strážkyně zákona                  | Juan                          | díl: „Bite Me"“                                 |
| 2004      | The Joe Schmo Show                | T.J. "The Playah"             | 9 dílů                                          |
| 2004      | Drzá Jordan                       | Manuel Rios                   | díl: „Nezbytný risk“                            |
| 2005      | Beze stopy                        | Luis Alvarez                  | díl: „Ani sníh, ani déšť“                       |
| 2005      | Kriminálka Las Vegas              | Leon Madera                   | díl: „Andělský hlas“                            |
| 2005      | Odložené případy                  | Carlos                        | díl: „Zachraňte Patricka Bubleyho“              |
| 2006      | Invaze                            | Národní ochránce              | díl: „Round Up"“                                |
| 2007      | Útěk z vězení                     | DeJesus                       | díl: „Sona"“                                    |
| 2007      | Making It Legal                   | Mike Carlton                  | TV film                                         |
| 2008      | Generation Kill                   | seržant Antonio "Poke" Espera | 7 dílů                                          |
| 2008      | Ylse                              | Ian                           |                                                 |
| 2008      | Terminátor: Příběh Sáry Connorové | Trevor                        | díl: „Allison z Palmdale“                       |
| 2008–09   | Námořní vyšetřovací služba        | seržant Jack Kale             | díly: „Devět životů“ a „V kleci“                |
| 2009      | Dark Blue                         | Chavez                        | díl: „O.I.S."“                                  |
| 2009–2016 | Castle na zabití                  | Javier Esposito               | 173 dílů                                        |
| 2010      | Futurestates                      | Scorpio                       | díl: „The Other Side“                           |
| 2012      | Chelsea Lately                    | Javier Esposito in Castle     | díl: 6.187                                      |
| 2012      | Fletcher Drive                    | R&B zpěvák                    | díl: „The Perfect Boyfriend“                    |
| 2013      | Key and Peele                     | basketbalový hráč             | díl: 3.3                                        |
| 2013      | Stupid Hype                       | Guru                          | TV film                                         |
| 2016      | Con Man                           | Diego Alfonso                 | 3 díly                                          |
| 2016–2019 | Sherlock Holmes: Jak prosté       | Halcon                        | 3 díly                                          |
| 2016–2022 | Tohle jsme my                     | Miguel                        | vedlejší role (1. řada), hlavní role (2. řada–) |
| 2019      | Zelenáč                           | Alejandro Mejlia/Cesar Ojeda  | díl: „The Bet“                                  |

## Ocenění a nominace
| Rok  | Ocenění                       | Kategorie                                        | Práce                       | Výsledek  |
| ---- | ----------------------------- | ------------------------------------------------ | --------------------------- | --------- |
| 2000 | ALMA Awards                   | nejlepší seriálový herec: drama                  | Sabrina – mladá čarodějnice | nominace  |
| 2012 | ALMA Awards                   | nejlepší seriálový herec ve vedlejší roli: drama | Castle na zabití            | vítězství |
| 2012 | Prism Awards                  | nejlepší herecký výkon v dramatickém seriálu     | Castle na zabití            | vítězství |
| 2013 | Imagen Awards                 | nejlepší seriálový herec                         | Castle na zabití            | vítězství |
| 2014 | People's Choice Awards        | nejlepší přátelství (sdíleno s Seamusem Deverem) | Castle na zabití            | nominace  |
| 2015 | Breckenridge Festival of Film | nejlepší herec ve vedlejší roli                  | Reparation                  | vítězství |
| 2018 | Gold Derby Awards             | nejlepší obsazení                                | Tohle jsme my               | nominace  |
| 2019 | Screen Actors Guild Awards    | nejlepší seriálová obsazení: drama               | Tohle jsme my               | vítězství |